# Guadua longifolia
Guadua longifolia är en gräsart som först beskrevs av Eugène Pierre Nicolas Fournier, och fick sitt nu gällande namn av Richard Walter Pohl. Guadua longifolia ingår i släktet Guadua och familjen gräs. Inga underarter finns listade i Catalogue of Life.